# Друштвена мрежа (филм)
Друштвена мрежа (енгл. The Social Network) америчка је биографска драма из 2010. у режији Дејвида Финчера. Сценарио Арона Соркина по коме је филм снимљен заснован је на књизи Случајни милијардери Бена Мезриха из 2009. и приказује оснивање друштвене мреже Фејсбук. Улогу оснивача Фејсбука Марка Закерберга тумачи Џеси Ајзенберг, док Ендру Гарфилд и Џастин Тимберлејк глуме његове сараднике Едуарда Саверина и Шона Паркера.
Филм је наишао на позитиван пријем код критичара, мада су поједини људи, укључујући и самог Закерберга критиковали филм јер према њиховим речима садржи бројне нетачне информације. Друштвена мрежа нашла се на 78 листа најбољих филмова 2010. године по избору критичара. 22 критичара назвали су је најбољим филмом 2010. укључујући Роџера Иберта и Питера Треверса који је истакао да Финчер и Соркин овим филмом "дефинишу мрачну иронију протекле деценије."
На 83. додели Оскара, филм је био номинован за 8 награда, укључујући признања у категоријама Најбољи филм, Најбољи режисер и Најбољи глумац у главној улози, од којих је на крају освојио три - за најбољи адаптирани сценарио, најбољу оригиналну музику и најбољу монтажу. На 68. додели Златних глобуса Друштвена мрежа је освојила награде у категоријама Најбољи играни филм - драма, Најбољи редитељ, Најбољи сценарио и Најбоља оригинална музика.

## Радња
Свако доба има своје визионаре који, својим генијем, за собом оставе промењени свет – али ретко без борбе око онога што се стварно десило и ко је стварно био ту у тренутку настанка. Овај филм истражује тренутак у којем је измишљен „Фејсбук“ – кроз сучељена мишљења ултра-паметних младих људи који, свако за себе, тврде да су били ту приликом његовог настанка. Филм се креће од ходника Харварда до канцеларија Пало Алта и прати ране дане феномена који је променио културу – као и начин на који је саставио групу младих револуционара, а затим их раздвојио заувек. У средишту тог хаоса налазе се: Марк Закерберг, бриљантни студент Харварда који је створио веб-сајт; Едуардо Саверин, некадашњи Закербергов близак пријатељ који је обезбедио почетни капитал за нову компанију; Оснивач Напстера, Шон Паркер, који је представио Фејсбук улагачима из Силицијумске долине и близанци Винклвос, Закербергове колеге са Харварда који тврде да им је он украо идеју, због чега су га тужили за крађу ауторских права. У овом вишеструком портрету слике успеха у 21. веку, свако од јунака има своју причу, своју верзију тога како је настао Фејсбук – од младалачке фантазије до његове коначне стварности.

## Улоге
| Глумац            | Улога                     |
| ----------------- | ------------------------- |
| Џеси Ајзенберг    | Марк Закерберг            |
| Ендру Гарфилд     | Едуардо Саверин           |
| Џастин Тимберлејк | Шон Паркер                |
| Арми Хамер        | Камерон и Тајлер Винклвос |
| Макс Мингела      | Дивја Нарендра            |
| Бренда Сонг       | Кристи Ли                 |
| Рашида Џоунс      | Мерилин Делпи             |
| Руни Мара         | Ерика Олбрајт             |

## Продукција

### Сценарио
Сценариста Арон Соркин је рекао: „Оно што ме је привукло [филмском пројекту] није имало никакве везе са Фејсбуком. Сам изум је модеран колико год може, али прича је стара колико и причање; теме пријатељства, оданости, љубоморе, класа и моћ“. Рекао је да је прочитао недовршени нацрт Случајних милијардера када је издавач почео да га "тражи около" за филмску адаптацију. Према речима Соркина, „Читао сам то и негде на трећој страни сам рекао да. Било је најбрже што сам рекао да за било шта... Хтели су да одмах почнем. Бен и ја смо на неки начин истовремено истраживали време, некако дуж паралелних линија".
Према Соркину, Мезрих му није послао материјал из своје књиге док ју је написао: „Два или три пута бисмо се нашли заједно. Отишао бих у Бостон, или бисмо се састали у Њујорку и на неки начин упоредили белешке и поделите информације, али нисам видео књигу док он није завршио са њом. У време када сам видео књигу, вероватно сам био 80 посто готов са сценаријем".

### Кастинг
Кастинг је почео средином 2009., а Џеси Ајзенберг, Џастин Тимберлејк и Ендру Гарфилд су најавили да глуме. Џона Хил се борио за Тимберлејкову улогу, али га је редитељ Дејвид Финчер одбацио. У октобру 2009. глумили су Бренда Сонг, Руни Мара, Арми Хамер, Шелби Јанг и Џош Пенс.

### Снимање
Главно снимање почело је у октобру 2009. у Кембриџу, Масачусетс. Сцене су снимане око кампуса две припремне школе у Масачусетсу, Филипс Академија и Милтон Академија.

## Занимљивости
ТВ серија Симпсонови је 2011. године пародирала филм под називом „Друштвена пет мрежа”. У јануару 2012. године, снимљена је епизода под називом The D'oh-cial Network.